# Bryobartramia
Bryobartramia, rod mahovnjača smješten u porodicu Bryobartramiaceae, dio reda Encalyptales. Postoje tri vrste.
Rod je raširen po Australiji i južnoafričkim provincijama Northern Cape i Western Cape

## Vrste
1. Bryobartramia novae-valesiae (Broth. ex G. Roth) I.G. Stone & G.A.M. Scott
2. Bryobartramia robbinsii Sainsbury
3. Bryobartramia schelpei Hedd.